# Yorvit Torrealba
Pour les articles homonymes, voir Torrealba.
Yorvit Torrealba, né le 19 juillet 1978 à Caracas au Venezuela, est un joueur de Ligue majeure de baseball évoluant à la position de receveur. Il est présentement agent libre.

## Carrière

### Giants de San Francisco
Yorvit Torrealba a signé comme agent libre par les Giants de San Francisco, avec lesquels il entreprend sa carrière dans les majeures en 2001.

### Mariners de Seattle
À la mi-saison 2005, les Giants transfèrent Torrealba et le lanceur Jesse Foppert aux Mariners de Seattle en échange du voltigeur Randy Winn. Torrealba termine la saison dans la Ligue américaine et les Mariners le cèdent en décembre aux Rockies du Colorado.

### Rockies du Colorado
Le receveur évolue pour les Rockies de 2006 à 2009. Il participe à la Série mondiale 2007, que les Rockies perdent contre les Red Sox de Boston. Il retourne en séries éliminatoires en 2009 et frappe un circuit dans le deuxième match de la Série de division contre Philadelphie.

### Padres de San Diego
Devenu agent libre à la fin de la saison 2009, il s'engage pour une saison chez les Padres de San Diego le 9 février 2010 contre 1,25 million de dollars.

### Rangers du Texas
Il signe un contrat de deux ans avec les Rangers du Texas le 30 novembre 2010. Il joue, dans une cause perdante, en Série mondiale 2011 avec les Rangers.

#### Ligue d'hiver du Venezuela
Pour l'hiver 2011-2012, Torrealba s'engage chez les Leones del Caracas, une équipe de la Ligue vénézuélienne de baseball professionnel. Le 23 décembre, après avoir été retiré sur des prises, il se met en colère et pousse violemment l'arbitre Dario Rivero Jr, qui a appelé la troisième prise, en frappant le masque de celui-ci. La vidéo de l'incident, relayée par des sites tels YouTube, devient rapidement virale. Torrealba est suspendu par la ligue vénézuélienne pour 66 parties, soit le reste de la saison 2011-2012 et la totalité de la suivante. Le président de la ligue, Jose Grasso Vecchio, condamne cet « acte d'agression » et indique que la sanction sévère doit clairement démontrer que ces gestes sont inacceptables. Torrealba présente des excuses et exprime son embarras, promettant d'être à l'avenir un exemple positif, notamment pour les gens de son pays.
Torrealba rejoint les Rangers pour la saison 2012. Il frappe pour ,236 avec 3 circuits et 12 points produits en 49 matchs, partageant le travail derrière le marbre avec Mike Napoli. Il est libéré par Texas le 8 août, peu après l'acquisition d'un nouveau receveur substitut, Geovany Soto.

### Blue Jays de Toronto
Le 14 août 2012, il signe un contrat avec les Blue Jays de Toronto. Il n'endosse l'uniforme que pour 10 parties avant d'être échangé.

### Brewers de Milwaukee
Torrealba est échangé des Blue Jays aux Brewers de Milwaukee contre une somme d'argent le 21 septembre 2012. Il ne joue que 5 matchs pour Milwaukee. Au total, en 64 matchs joués en 2012 pour Texas, Toronto et Milwaukee, Torrealba récolte 44 coups sûrs dont 4 circuits, produit 14 points et présente une moyenne au bâton de ,227. C'est sa plus faible en carrière avec celle de 2004 avec San Francisco.

### Retour au Colorado
Aligné avec les Rockies du Colorado, l'une de ses anciennes équipes, en 2013, Torrealba frappe pour ,240 avec 16 points produits en 61 matchs joués.

### Angels de Los Angeles
En janvier 2014, il signe un contrat des ligues mineures avec les Angels de Los Angeles mais il est libéré le 23 mars suivant, avant le début de la saison régulière.

## Statistiques
| Saison | Équipe        | G   | AB   | R   | H   | 2B  | 3B | HR | RBI | SB | BA   |
| ------ | ------------- | --- | ---- | --- | --- | --- | -- | -- | --- | -- | ---- |
| 2001   | San Francisco | 3   | 4    | 0   | 2   | 0   | 1  | 0  | 2   | 0  | .500 |
| 2002   | San Francisco | 53  | 136  | 17  | 38  | 10  | 0  | 2  | 14  | 0  | .279 |
| 2003   | San Francisco | 66  | 200  | 22  | 52  | 10  | 2  | 4  | 29  | 1  | .260 |
| 2004   | San Francisco | 64  | 172  | 19  | 39  | 7   | 3  | 6  | 23  | 2  | .227 |
| 2005   | San Francisco | 34  | 93   | 18  | 21  | 8   | 0  | 1  | 7   | 1  | .226 |
| 2005   | Seattle       | 42  | 108  | 14  | 26  | 4   | 0  | 2  | 8   | 0  | .241 |
| 2006   | Colorado      | 65  | 223  | 23  | 55  | 16  | 3  | 7  | 43  | 4  | .247 |
| 2007   | Colorado      | 113 | 396  | 47  | 101 | 22  | 1  | 8  | 47  | 2  | .255 |
| 2008   | Colorado      | 70  | 236  | 19  | 58  | 17  | 0  | 6  | 31  | 0  | .246 |
| 2009   | Colorado      | 64  | 213  | 27  | 62  | 11  | 1  | 2  | 31  | 1  | .291 |
| 2010   | San Diego     | 95  | 325  | 31  | 88  | 14  | 0  | 7  | 37  | 7  | .271 |
| Totaux | Totaux        | 669 | 2106 | 237 | 542 | 119 | 11 | 45 | 272 | 18 | .257 |

| Saison | Équipe        | G  | AB | R | H  | 2B | 3B | HR | RBI | SB | BA   |
| ------ | ------------- | -- | -- | - | -- | -- | -- | -- | --- | -- | ---- |
| 2003   | San Francisco | 2  | 3  | 0 | 0  | 0  | 0  | 0  | 1   | 0  | .000 |
| 2007   | Colorado      | 11 | 39 | 5 | 10 | 2  | 0  | 1  | 8   | 0  | .256 |
| 2009   | Colorado      | 4  | 14 | 1 | 5  | 2  | 0  | 1  | 4   | 0  | .357 |
| Totaux | Totaux        | 17 | 56 | 6 | 15 | 4  | 0  | 2  | 13  | 0  | .268 |

Note : G = Matches joués ; AB = Passages au bâton; R = Points ; H = Coups sûrs ; 2B = Doubles ; 3B = Triples ; 
HR = Coup de circuit ; RBI = Points produits ; SB = Buts volés ; BA = Moyenne au bâton.